# Parafia św. Dymitra w Port-Saint-Louis-du-Rhône
Parafia św. Dymitra – etnicznie grecka parafia prawosławna w Port-Saint-Louis-du-Rhône. 